# Orthomnion wui
Orthomnion wui là một loài Rêu trong họ Mniaceae. Loài này được T.J. Kop. mô tả khoa học đầu tiên năm 2007.